# 巴尔伊
巴尔伊（Bally），是印度西孟加拉邦Haora县的一个城镇。总人口92906（2001年）。

## 人口
该地2001年总人口92906人，其中男性49414人，女性43492人；0—6岁人口8320人，其中男4264人，女4056人；识字率79.44%，其中男性为83.65%，女性为74.66%。